# Port lotniczy Wang’an
Port lotniczy Wang’an (IATA: WOT, ICAO: RCWA) – port lotniczy położony w Wang’an, na Peskadorach, w Republice Chińskiej. Obsługuje wyłącznie połączenia krajowe.